# Urseren

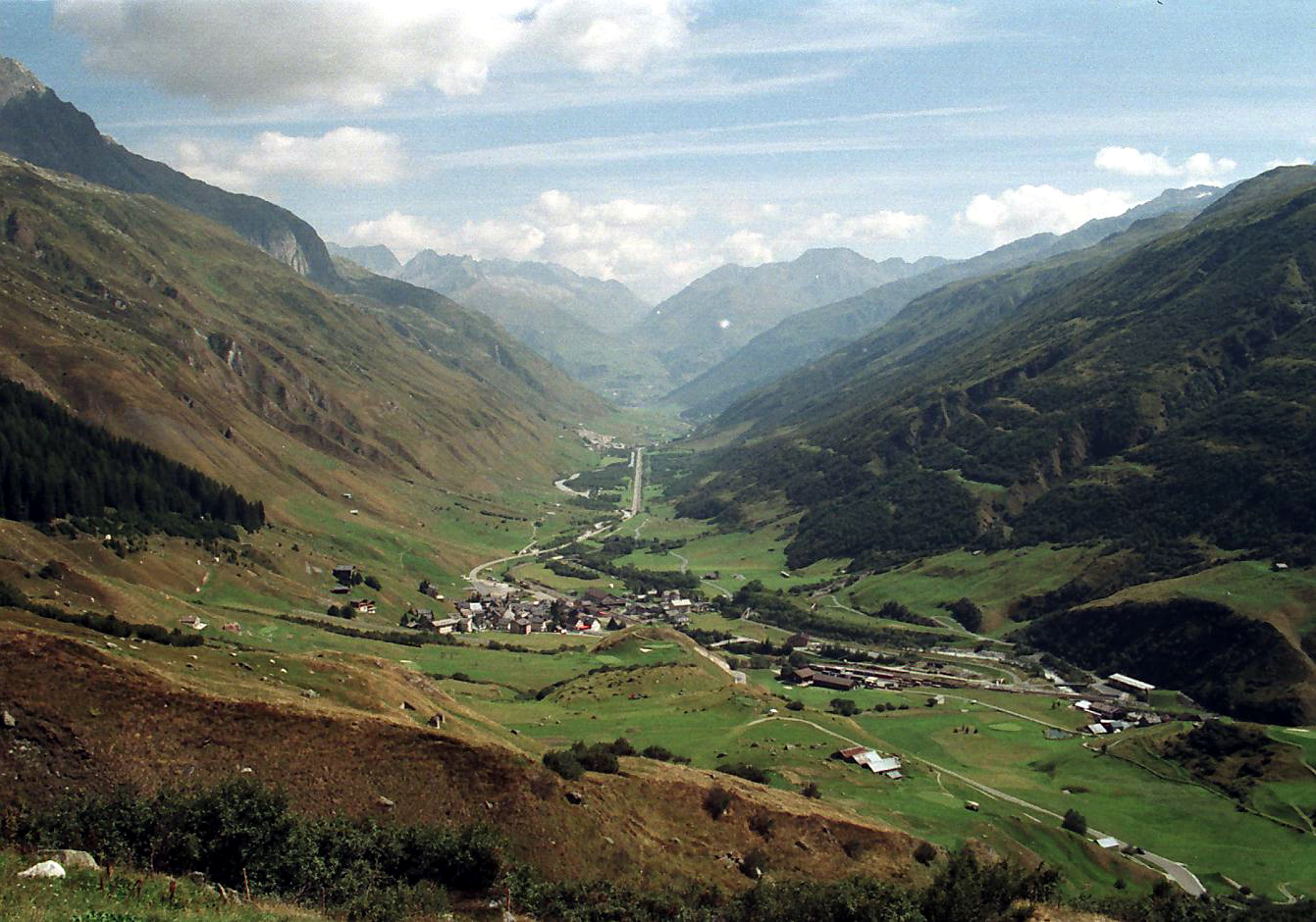
Vue de l'Urseren, vers Realp.

L'Urseren (ou Urserental) est une vallée de la Reuss située dans le canton d'Uri, en Suisse. 

## Géographie
La vallée s'étend, du sud-ouest au nord-est, de Realp à Hospental et Andermatt.
Séparée de la vallée principale d'Uri, elle est reliée au Valais par le col de la Furka, aux Grisons par le col de l'Oberalp et au Tessin par le col du Saint-Gothard.

## Histoire

Armoiries d'Urseren.

Possession de l'abbaye de Disentis depuis 800, la vallée est colonisée par des Walser avant le XIIe siècle. Le Blutgericht d'Urseren appartient aux comtes de Rapperswil à partir de 1232, puis à la maison de Habsbourg en 1283, et à la noblesse d'Uri en 1317. En 1332, une escarmouche entre les colons et les troupes de l'abbaye à Oberalp se conclut par la défaite de ces dernières. Urseren devient reichsfrei en 1382 et rejoint la Confédération suisse en 1410, en s'associant à Uri pour sa défense et sa représentation extérieure, tout en conservant les privilèges d'un territoire indépendant. En 1649, Urseren racheta ses derniers liens avec Disentis.
En 1798, Urseren est comprise dans le canton de Waldstätten de la République helvétique, puis en 1803 dans le canton d'Uri.